# 1694 Kaiser
1694 Kaiser è un asteroide della fascia principale. Scoperto nel 1934, presenta un'orbita caratterizzata da un semiasse maggiore pari a 2,3947747 UA e da un'eccentricità di 0,2587546, inclinata di 11,10859° rispetto all'eclittica.
L'asteroide è dedicato all'astronomo olandese Frederik Kaiser (1808-1872), direttore dell'Osservatorio di Leida dal 1837 al 1872.